# 마틴 에버하드
마틴 에버하드(영어: Martin Eberhard, 1960년 혹은 1961년 ~ )는 미국의 엔지니어이자 실리콘 밸리의 기업가, 발명가이다. 1982년 일리노이 대학교 어배너-섐페인에서 컴퓨터 공학 학사 학위를, 1984년 같은 학교에서 전기 공학 석사 학위를 받았다. 2003년 7월 1일에 테슬라라는 기업을 창립한 인물이다.

## 경력

### 이른 경력
에버하드는 Wyse Technology에서 전기 엔지니어로 경력을 시작하여 WY-30 ASC를 설계했다. 컴퓨터 단말기를 그의 첫 번째 상품으로. 에버하드는 1987년 네트워크 컴퓨팅 장치를 공동 설립하였으며, 1992년 IPO를 통해 수석 엔지니어로 근무하였다.
1996년 에버하드는 마크 타페닝과 함께 누보미디어(NuvoMedia)를 설립하였으며, 그곳에서 그들은 안전한 인터넷 콘텐츠 전달을 제공하는 최초의 전자책인 로켓 eBook을 개발하였다. 에버하드는 2000년 NuvoMedia가 Gemstar에 인수될 때까지 회장 겸 CEO로 재직했다.

### 테슬라
에버하드의 스포츠카에 대한 관심, 석유 수입에 대한 의존, 그리고 지구 온난화는 그가 AC 프로펄션 tzero라고 불리는 시제품을 생산하는 실리콘 밸리의 첫 자동차 회사를 설립하도록 이끌었다. 2003년 마크 타페닝과 함께 캘리포니아 산칼로스에 전기 자동차 회사인 테슬라 모터스의 초대 CEO가 되었다. 에버하드의 기본 원칙은 1) 전기자동차가 타협이 되어서는 안 된다는 것이었다. 기술 선택이 올바르면 사실상 경쟁 차종보다 나은 전기차를 만들 수 있다. 2) 배터리 기술은 성공적인 전기 자동차의 핵심이다. 리튬 이온 배터리는 자동차용으로만 적합한 것이 아니라 판도를 바꿀 수 있어 상당한 주행 범위가 현실화된다. 3) 제대로 설계만 된다면 전기자동차는 가장 진지한 자동차 애호가들에게도 어필할 수 있는데, 전기자동차는 내연기관을 크게 능가할 수 있기 때문이다. 에버하드는 2008년형 테슬라 로드스터의 첫 번째 시리즈인 테슬라 모터스 시리즈 로드스터의 두 번째 자동차를 운전한다. 테슬라 로드스터는 사정거리가 393km(244마일)에 달하는 배터리 전기 스포츠카이다.
2007년 11월 30일, 테슬라 모터스의 공동 설립자인 마틴 에버하드는 "자문위원회로 전환하다"라는 제목의 보도자료를 발표했다. 2007년 12월 포춘지는 일론 머스크가 마틴에게 퇴사를 요청했다고 보도했다. 머스크는 인터뷰에서 이념적 차이 때문이 아니라 에버하드를 위한 역할을 보지 못했다고 밝혔다. 2008년 1월 7일, 뉴욕 타임스는 테슬라 모터스가 공동 설립자이자 전 CEO인 마틴 에버하드가 "이 회사의 이사회와 경영진에서 자문 이사회로 전환했다"고 설명하는 성명을 발표했다고 보도했다."
에버하드는 테슬라와의 비공개 계약에 서명했지만, "계약상 내가 말을 하는 방식에 대해 조금은 신중해야 한다"고 언급했다. 에버하드는 삭제 이후 테슬라 설립자 블로그에서 테슬라 정리해고를 비판했는데, 그는 이를 '스텔스 피바다'라고 불렀다.
2009년 6월 에버하드는 일론 머스크를 명예훼손, 비방, 계약위반 혐의로 고소했다. 2009년 8월 에버하드는 공개되지 않은 이유로 소송을 취하했다. 테슬라 대변인은 이 같은 변화에 대해 언급을 회피하며 타결 가능성을 높였다. 2009년 9월, 테슬라는 합의를 확인했지만, 자세한 내용은 밝히지 않았다.
에버하드는 2019년 10월 CNBC와의 인터뷰에서 자신이 여전히 테슬라의 주주이며, 여전히 테슬라의 성공을 응원하고 있다고 확인했다.

### 2010 - 2015
2010년 마틴 에버하드는 오토블로그 그린에게 폭스바겐과 협력하고 있다고 확인했지만, 더 이상의 세부 사항은 제공되지 않았다.

### inEVit / Seres
2016년 9월, 에버하드는 주요 OEM 업체에 전기 드라이브트레인과 전력 스토리지 솔루션을 공급하기 위해 스텔스 모드 스타트업 inEVIT을 설립했다.
2017년 10월에 인EVIT를 인수했다. 에버하드는 2018년 7월 사임할 때까지 최고 혁신 책임자로 재직했다.